# Феномен сексуалног злостављања у Римокатоличкој цркви
Крајем 20. и почетком 21. вијека су на видјело изашла силовања и друге врсте сексуалног насиља које су римокатолички свештеници вршили над дјецом широм свијета. О овој врсти криминала се почело прво говорити и писати у САД након чега су државна тужилаштва и појединци-жртве покренули бројне судске процесе против свештеника-преступника и саме Цркве. Касније су на свјетло дана изашли случајеви овог криминала и у другим државама свијета. Највише публицитета овај криминал је добио у Ирској, Италији, Аустрији и Њемачкој у Европи, затим у Чилеу, Аргентини и Бразилу у Латинској Америци и у Аустралији.
Историјски извори показују да педофилија није скорашњи проблем Римокатоличке цркве 20. и 21. вијека већ да је педофилија постојала у Цркви много раније. Сматра се да су и хомосексуалност и педофилија међу свештенством Цркве узроковани обавезним целибатом свештенства. Приједлоге да се целибат учини добровољним те да се сазнања о силовању добијена кроз исповијести доставе полицији и суду ова је црква недавно одбила.

## Размјере и временски распон скандала
Иако је већ у 1950-тим било видљивих случајева и оптужби, тек у 80-тим и 90-тим годинама 20. вијека се је почело говорити и писати у САД и Канади о педофилији римокатоличких свештеника. Реакција саме Цркве и Ватикана је било одбијање било какве јавне расправе о овом проблему, застрашивање жртава, ангажовање адвоката преко којих се је куповала шутња жртава. У 1990-тим се о истом проблему почело расправљати у Аргентини, Аустралији, Аустрији и другим земљама. У истој декади откривена је масовна педофилија у редовима ирског свештенства а у 2000-тим педофилија римокатоличких свештеника је постала главна тема у свијету. Лед је пробио амерички дневник Бостон Глоуб (енгл. Boston Globe) који је разоткрио масовност педофилије у бостонској дијецези и показао да је Црква прикривала овај криминал премијештајући свештенике-криминалце у друге цркве и географска подручја не пријављујући њихов криминал државним властима.
Масовна и негативна реакција жртава и грађанства у САД је приморала Римокатоличку цркву да опубликује извјештај о педофилији њених свештеника 2004. године. Из овог извјештаја се види да је више од 4000 свештеника силовало више од 10 000 дјеце у САД - углавном дјечака а у последњих 50 година. У Ирској је један извјештај показао да је сексуално и психолошко насиље у индустријским школама и сиротиштима било ендемско у другој половини 20. вијека.

## Став и понашање Римокатоличке цркве
Римокатоличка црква је широм свијета имала једнак приступ овом скандалу: одрицање постојања проблема, игнорисање пријава насиља и застрашивање жртава насиља, премијештање свештеника-преступника у друге цркве, тражење начина да се избјегне плаћање одштете жртвама. Притиснута бројним оптужбама изнесеним против свештеника, те покретањем судских поступака против свештеника-преступника, Римокатоличка црква је почела да оснива своје комисије за испитивање пријављених случајева сексуалног злостављања чији је рад контролисала и усмјеравала. Комисијама нису никад предочене све оптужбе нити предан комплетан материјал везан за оптужбе. Сами извјештаји су на тај начин били некомплетни и писани тако да би се релативизирали злочини кроз статистике којима се жељело показати како процент преступника ове врсте у Римокатоличкој цркви није већи од онога који се може видјети код других цркава, школа и других друштвених организација. Истовремено се је Римокатоличка црква жалила на, по цркви, неоправдано висок публицитет посвећен овом криминалу у редовима саме Цркве.

## Реакције јавности и жртава насиља
Реакције на понашање саме Цркве су биле организовање Мреже преживелих жртава свештеничког насиља (енгл. Survivors Network of those Abused by Priests (SNAP) - непрофитна организација у САД). Ову мрежу је основала Барбара Блеин (енгл. Barbara Blaine) у Чикагу 1988 године и данас ова група која штити права жртава педофилије броји 12000 чланова у 56 земаља.
У САД се је појавила и друга организација BishopAccountability.org као реакција на устаљену праксу бискупа Римокатоличке цркве - премијештања хиљада свештеника-преступника на јавно непознате локације - стављајући свој страх од јавног скандала испред дјечије заштите и сигурности. Бискупи су се јавно извинили због ове праксе коју су они окарактерисали као "грешку" при том не прихватајући ни једног момента одговорност за посљедице ових "грешака". Став ове организације је да истинска одговорност католичких бискупа мора лежати на два принципа: 1) мора постојати пуна одговорност бискупа за педофилију у Цркви, појединачна и колективна и 2) бискупи-педофили и они који силују ранљиве одрасле особе морају за своја дјела одговарати пред судом.
Да би се утврдила одговорност бискупа за увођење преступника у свештенство као и за селење преступника у парохије у којима преступник није познат, ова организација је предузела на себе задатак да направи једну Интернет колекцију свих јавно доступних докумената и извјештаја релевантних за овај скандал. 
Формиране су такође комисије, потпуно независне од Цркве, и велике пороте чији би посао био да се да потпунија и праведнија слика размјера овог скандала. Исто тако се захтијева, посебно у САД, уклањање института застаријевања случајева педофилије како би преживјеле жртве овог насиља имале могућност да, за живота, траже правду пред судовима. У самој Цркви су се појавили гласови осуде заташкавања и скривања случајева сексуалног насиља од стране Црквене хијерархије. Поред тога, у земљама у којима је број случајева овог насиља био велики дошло је осипања броја вјерника и смањења броја вјерника који редовно иду на богослужење.

## Ватикан и папе
Први римски папа у чије је понтификатско вријеме овај скандал узео маха је био Јован Павле II. Био је оптужен да је знао о овоме скандалу али да за вријеме његовог 27-годишњег понтификата није предузео ништа да би заштитио дјецу. Хиљаде дјеце је било силовано само за то што је овај папа одбијао да чита извјештаје који су му слани и да предузме били какве мјере против свештеника-криваца.
Слиједећи римски папа, Бенедикт XVI је у свом пасторалном писму 2006. године покушао да скине сваку одговорност папа и Ватикана за педофилију свештеника Римокатоличке цркве, а ослањајући се на канонско право, дао свештенству директиве како прикривати и држати тајним ову врсту криминала. Папа Бенедикт XVI је био први папа који је расчинио стотине свештеника педофила у последњим годинама свога понтификата 2011 и 2012. Али што се тиче саме заштите дјеце, жртава и потенцијалних жртава свештеника педофила, овај папа је учинио врло мало што је био главни разлог за јавно незадовољсто његовим папинством и што га је присилило да се пензионише.
Садашњи римски папа Фрањо је оквалификован као човјек који настоји да сакрије истину о овом скандалу и да се не обавеже ни на какву акцију било кажњавања преступника, било ефикасне заштите дјеце. Чињеница је да је расчинио чилеанског свештеника-педофила Карадиму и двојицу чилеанских бискупа који су скривали истину о педофилији у Чилеу и штитили свештенике-педофиле. Али, с друге стране, је прихватио оставку кардинала Доналда Вурла (енгл. Donald Wuerl) кога папа Фрањо уздиже као племенитог човјека и оставља га на дужности кардинала до избора новог кардинала који ће заузети Вурлово мјесто. Пенсилванијска велика порота, која је истраживала педоофилијске случајеве у Пенсилванији је окривила Вурла да је активно штитио свештенике-педофиле док је био бискуп Питсбурга. Надбискуп Карло Мариа Вигано (итал. Carlo Maria Viganò) је у писму посланом папи Фрањи оптужио овог папу да је анулирао казну којом је претходни папа Бенедикт XVI казнио кардинала Теодора Маккарика (енгл. Theodore McCarrick) за кога је утврђено да је био педофил. Вигано тврди да је папа Фрањо знао ко је Меккарик и позвао је папу да поднесе оставку. У једном свом говору папа Фрањо је индиректно назвао Вигана, бившег амбасадора Ватикана у Вашингтону, ђаволом који хоће да сруши Цркву. Лаик Марија Колинс (енгл. Marie Collins) коју је неки свештеник силовао док је била дијете, иступила је из папинске комисије за заштиту дјеце (енгл. Pontifical Commission for the Protection of Minors) гдје је била члан, и оптужила Ватикан да гуши и спречава рад ове комисије не дајући јој средства нити посвећујући пажњу раду комисије и одбијајући да спроведе препоруке које комисија предлаже Ватикану.